# Superstrada Pedemontana Veneta

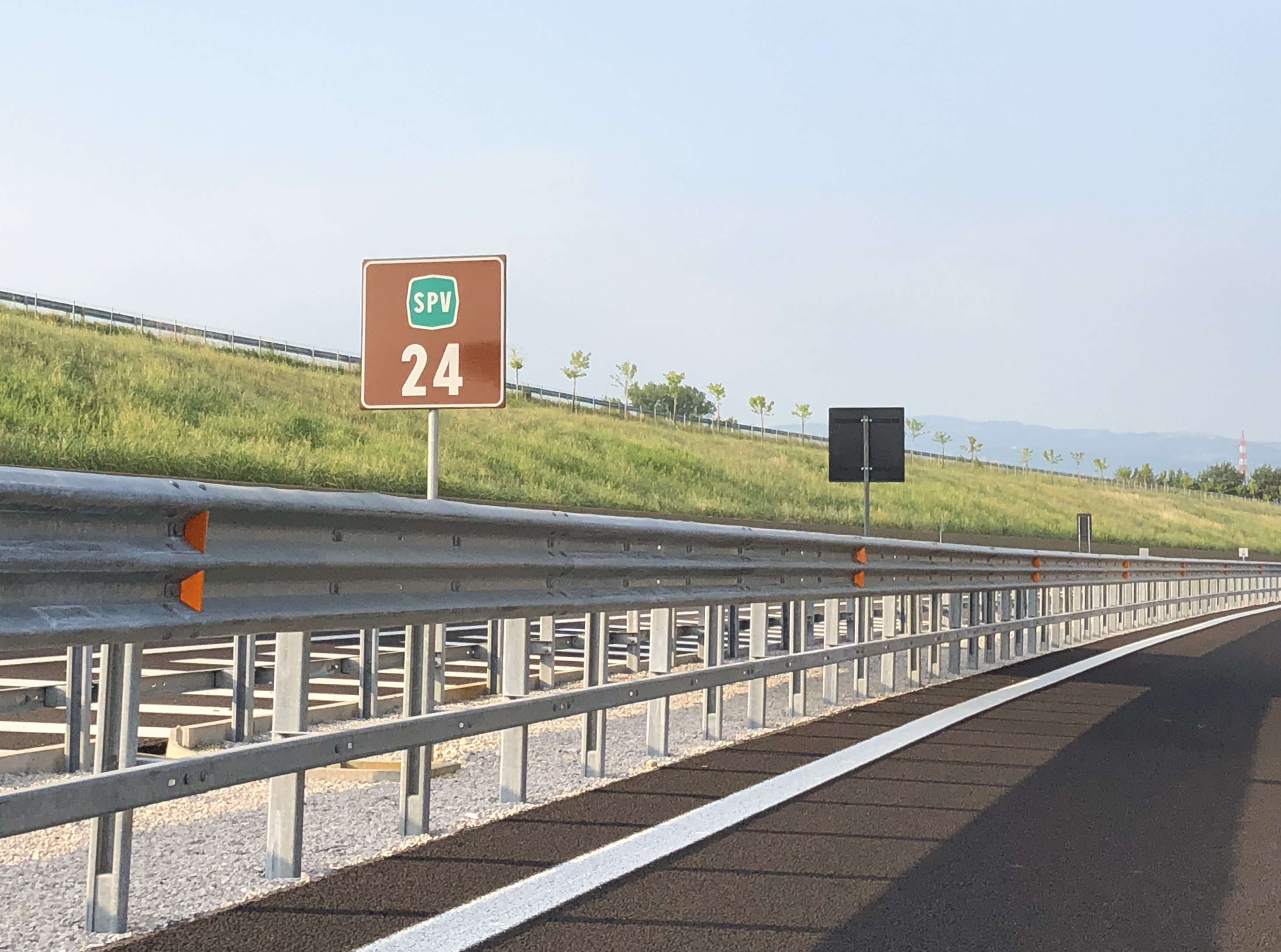

De Pedemontana Veneta, Superstrada Pedemontana Veneta of SPV is een autosnelweg in Italië. De superstrada loopt vanaf de A4 ten westen van Vicenza tot aan de A27 bij Spresiano. De snelweg is 95 kilometer lang en werd opengesteld tussen 2019 en 2023.